# Luigi Fantappiè
Luigi Fantappiè   (Viterbo, 15 de setembre de 1901 - Bagnaia di Viterbo, 28 de juliol de 1956) va ser un matemàtic italià.

## Vida i Obra
Fantappiè va estudiar matemàtiques i física a la Scuola Normale Superiore de Pisa on es va graduar el 1922. Després de dos anys ampliant estudis a diverses universitats europees, va ser assistent de Francesco Severi a Roma, un va entrar en contacte amb Vito Volterra i aquests dos matemàtics van ser les seves principals influències. A Roma també va fer amistat amb el matemàtic de la universitat de Barcelona Josep Maria Orts Aracil.
Fantappiè, que el 1921 ja havia ingressat al Partit Nacional Feixista, va ser nomenat successivament professor de les universitats de Càller (1925), Florència (1926), Palerm (1927) i Bolonya (1932), abans de ser destinat el 1934, en una missió italiana, a la universitat de São Paulo (Brasil) amb els objectius d'organitzar un departament de matemàtiques i de divulgar la cultura italiana. Tot i que la missió italiana va continuar fins al 1942, quan Brasil va declarar la guerra a les potències de l'Eix, Fantappiè va retornar a Roma el 1939 per ocupar una de les vacants deixades pels matemàtics d'ètnia jueva que havien estat expulsats de la docència per les lleis racials de 1938. Durant aquest temps a Brasil, Fantappiè va ser un incansable divulgador de la ideologia feixista utilitzant sempre el seu distintiu de solapa i fent la salutació braç enlaire en començar les seves classes. Fantappiè va complir els objectius d'organitzar la secció de matemàtiques de la universitat, d'atendre les necessitats de l'escola politècnica per formar enginyers i de formar professors per a les escoles secundàries.
A partir de 1940 va ser catedràtic d'anàlisi matemàtica al Istituto Nazionale di Alta Matematica de la universitat de Roma La Sapienza, fins a la seva mort prematura el 1956. El 1973 la Unione Matematica Italiana va editar les seves obres escollides: Opere Scelte.
Fantappiè va ser l'introductor el 1925 del concepte de funcional analític, utilitzant el principi de superposició per resoldre el problema de Cauchy-Kovalévskaia. A partir del seu retorn a Roma el 1939, es va començar a interessar per les tendències naturals a l'ordre que mostraven alguns procesos físics i biològics. A partir d'aquests estudis, va introduir el terme sintropia, com el d'una entropia negativa, una força natural tendent a l'ordre, en el seu llibre Principi di una teoria unitaria del mondo fisico e biologico (1944).